# Cabaret Noir (Rebsorte)
Cabaret Noir ist eine pilzwiderstandsfähige neue Rotweinsorte aus der Schweiz. Im Herbst 2017 wurde aus rechtlichen Gründen der ursprüngliche Name von "Cabernet Noir" zu Cabaret Noir geändert.

## Herkunft, Abstammung
Gezüchtet wurde sie durch Valentin Blattner aus Soyhières im Kanton Jura, Schweiz. Die Sorte ist auch unter den früheren Namen Cabernet Noir, VB 91-26-04 und Valentin Blattner VB 91-26-04 bekannt. Es handelt sich um eine Kreuzung zwischen Cabernet Sauvignon x unbekannter resistenter Partner. Die Rebsorte gehört zur Gruppe der pilzwiderstandsfähigen (kurz: PIWI-)Reben gegenüber Botrytis, Oidium und Peronospora.
Es sind Gene von Vitis amurensis und Vitis vinifera enthalten.

## Verbreitung
Die Sorte wird im Kanton St. Gallen, Neuenburg in Belgien und in den Niederlanden angebaut. Erfolgversprechende Anbauversuche gibt es im deutschen Bundesland Brandenburg auf dem Werderaner Wachtelberg in Werder (Havel), dem Strebenberg in Glindow sowie auf dem Gräbendorfer Tonberg nahe Königs Wusterhausen. Weitere Anbauflächen gibt es in Herxheim in der Pfalz, Südliche Weinstraße sowie in Geldern am Niederrhein.

## Ampelografische Merkmale
- Die Trauben sind kurz und lose, klein und knackig und die Beeren haben eine feste Schale.
- Das Blatt ist fünfeckig mit drei Lappen und mit V-förmigem Profil.
- Die Reife ist früh.

## Ertrag
Der Ertrag ist regelmäßig und mittel bis hoch. Häufig ist wegen des hohen Ertrages eine Ertragsregulierung notwendig. Die Sorte eignet sich für die Herstellung von Rosé, bis hin zu festem Rotwein.

## Wein
Der Wein hat ein dezentes Aroma. Es erinnert an Cabernet Franc.

## Eigenschaften
Der Reifezeitpunkt der neuen Sorte ist früh, meist bereits Ende August/Anfang September. Die Sorte ist daher gut für nördlichere Weinregionen geeignet. Der Wuchs ist mittelstark und aufrecht. Die Trauben befinden sich alle in einem gleichmäßigen Horizont. Beim eventuellen Entblättern wird dadurch die Arbeit wesentlich erleichtert. Die Reben haben eine gute Resistenz gegen Oidium, Peronospora und Botrytis. Die Frosthärte bei Winterfrösten wird als sehr gut beschrieben.